# Brönsnäsviken
Brönsnäsviken este o arie protejată (arie specială de conservare — SAC, sit de importanță comunitară — SCI) din Suedia întinsă pe o suprafață de 2,8 ha, integral pe uscat.

## Localizare
Centrul sitului Brönsnäsviken este situat la coordonatele 64°32′02″N 21°25′43″E / 64.534°N 21.4286°E.

## Înființare
Situl Brönsnäsviken a fost declarat sit de importanță comunitară în decembrie 1998 pentru a proteja un număr necunoscut de specii din flora spontană și fauna sălbatică aflate în arealul zonei. Situl a fost protejat și ca arie specială de conservare în martie 2011.

## Biodiversitate
Situată în ecoregiunile boreală și marină baltică, aria protejată conține 1 habitat natural: Terase mlăștinoase și terase nisipoase neacoperite de apă la reflux.
La baza desemnării sitului se află un număr nedeclarat de specii protejate.